# Exechiopsis leptoclada
Exechiopsis leptoclada är en tvåvingeart som beskrevs av Wu och Zheng 2001. Exechiopsis leptoclada ingår i släktet Exechiopsis och familjen svampmyggor. Inga underarter finns listade i Catalogue of Life.